# Liste der Bodendenkmale in Finsterwalde
In der Liste der Bodendenkmale in Finsterwalde sind alle Bodendenkmale der brandenburgischen Stadt Finsterwalde und ihrer Ortsteile aufgelistet. Grundlage ist die Veröffentlichung der Landesdenkmalliste mit dem Stand vom 31. Dezember 2021. Die Baudenkmale sind in der Liste der Baudenkmale in Finsterwalde aufgeführt. 
|   | Gemarkung           | Flur       | Kurzansprache | Bodendenkmalnummer | Bemerkung                                                                                           | Bild                        |
| - | ------------------- | ---------- | --- | ------------------ | --------------------------------------------------------------------------------------------------- | --------------------------- |
| 1 | Finsterwalde (Lage) | 47, 50     | Gräberfeld Bronzezeit | 20259              | |                             |
| 2 | Finsterwalde (Lage) | 13, 14, 16 | Friedhof deutsches Mittelalter, Altstadt deutsches Mittelalter, Kirche deutsches Mittelalter, Friedhof Neuzeit, Altstadt Neuzeit, Kirche Neuzeit                                   | 20266              | Die dreischiffige Emporenkirche wurde Ende des 16. Jh. an der Stelle eines Vorgängerbaus errichtet. | St. Trinitatis Finsterwalde |
| 3 | Finsterwalde (Lage) | 16         | Burg deutsches Mittelalter, Schloss Neuzeit | 20267              | |                             |
| 4 | Finsterwalde (Lage) | 22, 24, 30 | Friedhof deutsches Mittelalter, Friedhof Neuzeit, Dorfkern Neuzeit, Dorfkern deutsches Mittelalter, Steinkreuz deutsches Mittelalter, Kirche Neuzeit, Kirche deutsches Mittelalter | 20268              | |                             |
| 5 | Finsterwalde (Lage) | 24         | Gräberfeld Bronzezeit | 20314              | |                             |
| 6 | Finsterwalde (Lage) | 9          | Friedhof Neuzeit | 20373              | |                             |